# Nationale Befreiungsfront (Algerien)
Die Nationale Befreiungsfront (arabisch جبهة التحرير الوطني, DMG ǧabhat at-taḥrīr al-waṭanī, oft auch französisch FLN Front de Libération Nationale) entstand in Algerien 1954 und war zunächst die Trägerin des Kampfes um die Unabhängigkeit des Landes im Algerienkrieg (1954–1962). Nachdem dies erreicht war, entwickelte sie sich zu einer autoritär regierenden, sozialistisch ausgerichteten Einheitspartei. Seit den ersten freien Wahlen in Algerien 1991 ist sie eine Politische Partei im Mehrparteiensystem des Landes.

## Geschichte

### Algerienkrieg
Die FLN wurde im März 1954 von Ahmed Ben Bella in Kairo gegründet, um die Unabhängigkeit Algeriens von Frankreich zu erreichen. Im November 1954 begann mit dem bewaffneten Kampf der FLN und ihrer Nationalen Befreiungsarmee (ALN) der Algerienkrieg. In diesem konnte die FLN 1962 nicht nur die Unabhängigkeit Algeriens erreichen, sondern auch konkurrierende Unabhängigkeitsbewegungen ausschalten.
Die FLN konnte während des Krieges maximal rund 2 % der waffenfähigen männlichen Bevölkerung als Kombattanten aufbieten. Die Kombattanten waren in gut bewaffnete und nur rudimentär bewaffnete Einheiten unterteilt. Diese wurden von einem zahlenmäßig größeren Netz von nicht-kämpfenden aber ebenfalls organisierten Mitgliedern unterstützt, denen Versorgungs- und Nachrichtenaufgaben zugeordnet waren. Die Teilnahme am bewaffneten Kampf erfolgte freiwillig. In der damals weitgehend illiteraten einheimischen Bevölkerung waren rund 35 % der FLN-Kämpfer lesekundig. Rund 40 % der Kombattanten waren zu Beginn ihres Eintritts über 30 Jahre alt. Rund zwei Drittel der Kämpfer waren Familienväter mit im Schnitt 3,3 Kindern.
Die FLN organisierte sich politisch zunehmend als Kaderpartei. Oberste Instanz war das Zentrale Exekutivkomitee in Algier, das als Schattenkabinett den Kern der zukünftigen Regierung stellen sollte. Kritiker sehen darin Parallelen zu den kommunistischen Parteien des Ostblocks. Den militärischen Einheiten wurden Politoffiziere zugeordnet. Die FLN unterteilte Algerien in sechs Bezirke (Wilayat), über die jeweils einer politische Führungszelle unterstand. Algier selbst stand direkt unter dem Befehl des Zentralen Exekutivkomitees.
Die größte militärische Einheit innerhalb der Nationalen Befreiungsfront war das Bataillon mit 350 Mann. Die FLN verlangte von ihren Angehörigen ein hohes Maß an Disziplin. Aufgrund zahlreicher Disziplinarverstöße, unter anderem auch aufgrund des Dissens gegen die politische Führung, konnte die Todesstrafe verhängt werden. Im Sommer 1956 erklärte sich die FLN in einer 22-tägigen Konferenz im Soummam-Tal mitten im besetzten Algerien zur Vertretung eines souveränen algerischen Gegenstaates. Die Distrikte selbst wurden in Zonen und Sektoren unterteilt, um die Autonomie der Sektorkommandeure einzuschränken. Der politischen Führung sollte dadurch gegenüber der militärischen Führung der Rücken gestärkt werden. Als oberstes Führungsorgan wurde ein 34-köpfiger Nationaler Rat für die Algerische Revolution innerhalb Algeriens aufgestellt. Die Konferenz fand maßgeblich unter der Federführung Abane Ramdanes statt.
Das zentrale publizistische Organ der FLN während des Algerienkrieges war die in Marokko gedruckte Zeitung El Moudjahid. Sie erreichte in Algerien eine illegale Zirkulation von rund 3.000 Exemplaren, außerhalb Algeriens erreichte das Medium eine Auflage von rund 10.000 Exemplaren. 1957 produzierte die FLN mit Hilfe des französischen Kommunisten René Vauthier ihren ersten Propagandafilm L’Algérie en flammes, welcher im Ostblock und der arabischen Welt gezeigt wurde. Das Hauptkommunikationsmittel der FLN mit der algerischen Bevölkerung stellten Radiosendungen aus anderen arabischen Ländern dar.
Ab dem 20. August 1956 hielt die FLN im Tal des Soummam den Kongress von Soummam ab. Zu dieser Zeit wurde unter anderem die Frage geklärt, wie die Organisation zu den algerischen Juden stand. Sie richtete einen Appell an sie und lud sie ein, sich mit den Muslimen zu solidarisieren und ihre seit 1871 (Décret Crémieux) mit Unterbrechung bestehende französische Staatsbürgerschaft zu verwerfen. Der Erklärung zufolge sollten sich Juden dazu bekennen, Algerier zu sein und sich aufgrund der ähnlichen Erfahrung des Rassismus durch die Hand der Franzosen und Algerieneuropäer auf das verbindende gemeinsame „Vaterland“ besinnen. Einige Akte des Vandalismus durch FLN-nahe Gruppen richteten sich jedoch auch gegen Juden.
Die FLN unterhielt in Frankreich eine geheime Auslandsorganisation unter den algerischen Emigranten, die neben politischen und terroristischen Aktionen vor allem der Geldbeschaffung für die Organisation diente. 1956 umfasste sie rund 4.000 Mitglieder. Ab 1958 wurde sie von Omar Boudaoud geleitet. 1961 zählte die Organisation rund 150.000 Mitglieder, dies entsprach mehr als einem Drittel der in Frankreich angesiedelten algerischen Auswanderer. Die Auslandsorganisation leistete einen substanziellen Beitrag zur Finanzierung der FLN. Ihr Hauptquartier befand sich in Westdeutschland, wo sie eine breite Unterstützerszene hatte, außerhalb der Reichweite der französischen Behörden.
Am 19. September 1958 rief die FLN in Kairo eine eigene Provisorische Regierung aus und erklärte Algerien am 19. September 1958 für unabhängig. Alle anderen arabischen Staaten und zahlreiche weitere Nationen der Bewegung der Blockfreien Staaten erkannten die Regierung als souveräne Vertretung des algerischen Volkes an. Die FLN unterhielt eigene Büros in zwanzig Hauptstädten, insbesondere am Sitz der Vereinten Nationen in New York. Die Befreiungsfront erhielt von 1957 bis 1961 Finanzhilfen von arabischen Staaten, welche mehr als 95 % der ausländischen Finanzhilfen an die FLN ausmachten. Der Gegenwert dieser Hilfen wird auf mehr rund 16 Milliarden Anciens Francs beziffert. Mehr als die Hälfte der Geldmittel stammte aus dem Irak. Weitere stark vertretene Geldgeber waren die Vereinigte Arabische Republik, Kuwait und Saudi-Arabien.
Die politische Führung der FLN, zumeist außerhalb Algeriens residierend, verlor während des Krieges mit der Zeit immer mehr das Vertrauen der die Last der Kämpfe tragenden Guerilla in Algerien. In drei von sechs Militärbezirken kam es zu Opposition gegenüber der Führung. 1959 desertierten mehrere FLN-Führungskader des Bezirks Vier. Im Zuge der politischen Desavouierung der Provisorischen Regierung übernahm die regulär ausgebildete, in Marokko und Tunesien aufgestellte äußere ALN immer mehr politisches Gewicht. 1959 kam es zu einem Putschversuch von Offizieren, der unter der Federführung des Obersts Houari Boumedienne niedergeschlagen wurde. Boumedienne erreichte jedoch ein derartiges Gewicht innerhalb der FLN, dass er 1960 die Entlassung ihm missliebiger Politiker aus der Provisorischen Regierung diktieren konnte.

### Republik Algerien
Nach der Unabhängigkeit entwickelte sich die FLN unter Ahmed Ben Bella zu einer autoritär regierenden, sozialistisch ausgerichteten Einheitspartei. Doch schon unter Houari Boumedienne (1965–1978) wurde versucht, Sozialismus und Islam in der Politik zu berücksichtigen.
Nachdem es in den 1980er Jahren wegen der schlechten Wirtschaftslage zu Protesten gekommen war, musste Chadli Bendjedid (1978–1992) einer neuen Verfassung zustimmen und ein Mehrparteiensystem einführen. Bei den ersten freien Wahlen 1991 erlitt die FLN im ersten Wahldurchgang eine schwere Niederlage. Der Sieg der Islamisten (FIS) wurde durch einen Staatsstreich der Militärs verhindert, der den algerischen Bürgerkrieg auslöste. Auch 1997 wurde die FLN nur drittstärkste Kraft in der Nationalen Volksversammlung. Am 27. April 1999 jedoch wurde Abd al-Aziz Bouteflika als Kandidat der FLN zum Präsidenten Algeriens gewählt. Bei den Präsidentschaftswahlen am 9. April 2009 wurde Bouteflika mit 90,24 Prozent wiedergewählt. Die vorletzte Parlamentswahl fand am 10. Mai 2012 statt. Die Nationale Befreiungsfront FLN wurde stärkste Regierungspartei. Die letzte Parlamentswahl fand 2017 statt. Auch hier wurde die Nationale Befreiungsfront FLN erneut stärkste Regierungspartei.
Seit 2013 ist die FLN assoziiertes Mitglied der Sozialistischen Internationale.